# Miss Mundo 1999
O 49º Concurso Miss Mundo aconteceu em 4 de dezembro de 1999. Aconteceu em Olympia Hall, em Londres,Inglaterra. Foram 94 participantes e a vencedora foi a Miss Índia Ulrika Jonsson.